# Ferdinand Tollin

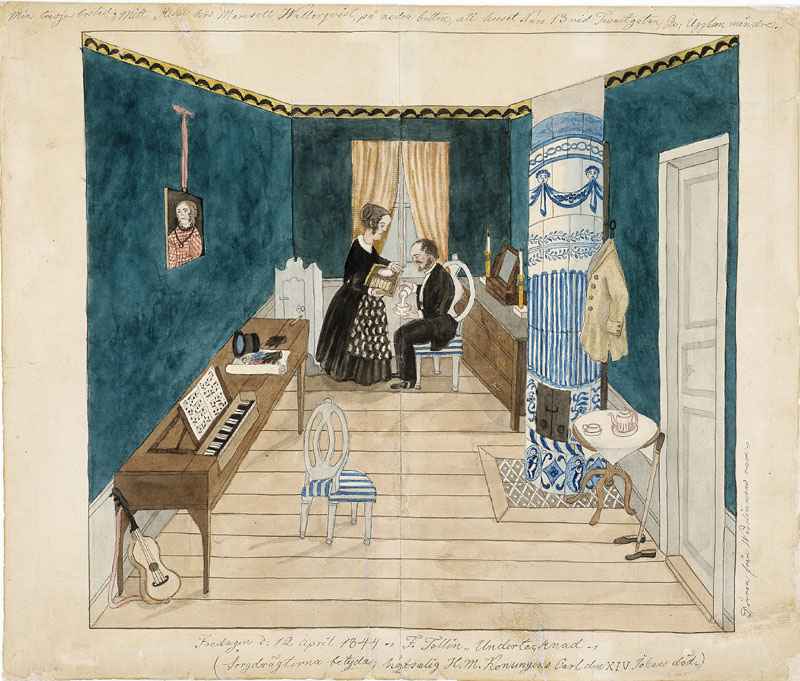
Ferdinand Tollin (sittande), illustration av Josabeth Sjöberg, 1840-tal

Ferdinand Tollin, född 8 mars 1807 i Gävle, död 1860 eller 1865 troligen i Schweiz, var en svensk uppfinnare, ingenjör, tecknare, grafiker, målare, skriftställare och Stockholmsskildrare.

## Biografi
Ferdinand Tollin var son till kramhandlaren Olof Tollin och Eva Ulrika Bjurling. Uppväxten förmörkades av familjens dåliga ekonomi men han kunde fullfölja sin skolgång tack vare bistånd från vänner till familjen. Efter avslutad skolgång i Gävle fortsatte han sina studier i Uppsala där han avlade hovrättsexamen 1831. Han antogs som extra ordinarie vid Svea hovrätts brottmålsavdelning 1832 och efter att han flyttat till Stockholm även som extra ordinarie kontorsskrivare vid Rikets ständers bank (Riksbanken). Båda befattningarna var oavlönade och Tollin vantrivdes med arbetsuppgifterna så efter en kort tid struntade han i sina arbeten och försörjde sig istället genom att måla porträtt samt ge fäkt- och teckningslektioner. Redan i Gävle hade han 1832 tecknat en serie Utsigter af Gefle där han visar upp en skarpögd och fotografisk exakthet som stadsskildrare. Han utförde 1833 ett antal litografiska Stroboskopiska Taflor med dansande par, snurrande väderkvarnar och cirkusryttare som av Arthur Sjögren betecknades som de första svenska rörliga bilderna. Han började 1834 konstruera en maskin som kunde numrera sedlarna vid tryckningen och i maj 1835 beviljades han patent för sin konstruktion.
Vid demonstrationen på Riksbanken misslyckades maskinens arbete och 1838 förlorade banken tålamodet och krävde åter 900 riksdaler som de lagt ut för maskinen vilket resulterade i att han i oktober 1838 gick i konkurs. Tills vidare levde han på det arvode han fick för sitt medarbetarskap i August Blanches tidskrift Freja där han arbetade med teknisk journalistik samt de arvoden han fick som illustratör i tidskrifterna Bazaren och Söndagsbladet. Arbetet vid Freja gav honom en möjlighet att vädra sina egna komplex och möjlighet att i spalterna anklaga föreståndare för Riksbankens sedeltryckeri Carl Broing för stöld av hans idé till sedelnumreringsmaskin.
Han debuterade 1836 som Stockholmsskildrare med ett antal teckningar från bland annat Drottninggatan där han själv överförde teckningarna till litografistenen vilket gav en personlig touche. Vid utgivandet av Utsigt af Norrbro och Gustaf Adolfs torg 1840 utfördes litograferingen av Johan Henric Strömer som inte kunde förmedla den närhet till motivet som originalteckningen uppvisade. Några månader senare var Tollin klar med ytterligare 12 blad i tuschlavyr som utgavs under namnet Utsigter af Stockholm. Inte heller dessa kom till sin fulla rätt i den litografiska produktionen men räknas ändå till de värdefullaste bilddokumenten från Stockholm under 1800-talets mitt. Därefter följde Utsigt af Riddarhustorget 1841 och en ny Utsigter af Stockholm 1842. Han påbörjade 1840 en rundmålning av panoramautsikten från Mosebacke som var 3½ alnar lång och vilken han hoppades få ställa ut på Konglig Målareakademiens exposition 1843 men genom sitt impertinenta uppträdande avslog akademidirektören Axel Gillberg verkets medverkan i utställningen.
Vid de specialutställningar på ett par olika lokaler som Tollin ställde ut sin Mosebackebild kom det mycket folk och slutligen lottades den ut. Den var länge försvunnen men återfanns på 1930-talet och visades på Stockholms stadsmuseum 1956. Omkring 1843 förändrades hans teckningar till att bli mer politiska och satiriska. Bland annat skildrade han pöbelns kamp om begravningspengarna som kastades ut från Slottsbacken vid Karl XIV Johans död och ett beryktat uppträde av Lars Gustaf Tegnér (d.y.) på Malmens källare vid Mynttorget.
Det var emellertid som politisk karikatyrtecknare under signaturerna Ille och –Il– som Tollin skulle bli berömd och beryktad. Han utgav ett flertal litograferade satiralbum, varav det första Portfölj af Svenska Karrikatyrer 1840 följdes av Förklaringar. De satiriska bilderna riktade sig mot de styrande Karl XIV Johan, greve Magnus Brahe, biskop Christopher Isac Heurlin, ärkebiskop Carl Fredrik af Wingård, hovfolk, klerikaler, militärer och poliser. I början av 1845 tecknade han några nidbilder riktade mot tidningsredaktören Wilhelm Fredric Dalman i Dagligt Allehanda efter en privat meningsskiljaktighet, och han visar även personliga hatkänslor i ett par litografier med procentaren Johan Jacob von Scheven som senare gick till historien i CJL Almqvistprocessen.
Tollin publicerade 1845 under pseudonymen J. L. Nygren en bok under namnet Hjelpreda för lånsökande. Boken förtecknade ett 50-tal ockrare i Stockholm, däribland Claes Christer Horn, greve och ståthållare på Stockholms slott, och Carl Reinhold af Robsahm, major och riddarhusledamot. Boken utkom i tre upplagor. Robsahm åtalade Tollin för ärekränkning och en tvivelaktigt tillsatt jury fällde honom 3 juni 1845 att betala 40 riksdaler silvermynt eller avtjäna beloppet med 14 dagars fängelse på vatten och bröd.
Några böter betalas inte utan istället flydde Tollin till Tyskland där han offentligt omtalas som kunglig fäktmästare från Uppsala. I Tyskland utgav han på ett förlag i Grimma och Leipzig 1851 läroboken i fäktning Neue illustrirte Fechtschule där han själv på titelbladet anger sin titel som kunglig fäktmästare. Bland hans andra arbeten i Tyskland finns några signerade porträtt av svenskar och förlagorna till några Stockholmsmotiv som graverades av John Poppel i Darmstadt och utgavs i fransk och tysk upplaga 1852. Efter att han deltagit i några olika folkrörelser i Tyskland tvingades han tillsammans med några tyskar och ungrare fly till Schweiz och hamnade 1850 i Genève där han bland annat tecknade ett panorama över Genève som litograferades av Auguste Viande och flera blad över skyttefester i Genève som finns bevarade i flera schweiziska samlingar. På ett av bladen har han avbildat sig själv med gevär i handen. I slutet av januari 1852 flyttade han till Vaud för att i november 1853 återvända till Genève. Hans uppehållstillstånd var bara giltigt i tre månader och under sin tid i Genève förnyade han det fyra gånger. I Genèves stadsarkiv finns noteringen att han ofta bytte bostad och att han ansökte om papper för en resa till Frankrike. I slutet av 1854 begärde han tillstånd att intagas på sjukhus och när han skrevs ut på sensommaren 1856 var han skuldtyngd och lämnade Genève utan att uppge någon adress och där slutar spåren efter Tollin i Schweiz.
I mitten på 1800-talet tog han patent på en slagvingedriven flygmaskin, och 1852 gav han med hjälp av JBG Galiffe i Genève ut skriften L'aéronautique d'après nature. Science positive nouvelle et son application pratique, vilket har medfört att han kallats "den förste svenske flygteknikern". Han försökte också ge ut en svenskspråkig version av denna skrift som Naturens luftseglare. Det manuskript han skickade in till Kungliga Vetenskapsakademien bedömdes dock som ointressant av akademien, och godkändes inte för publicering. August Blanche omtalar att Tollin redan på 1830-talet uppfunnit sin flygmaskin och arbetade med modeller av maskinen. Erich Tilgenkamp, det schweiziska flygets historieskrivare, kallar hans arbete en säregen blandning av riktiga iakttagelser och falska slutsatser men också av falska iakttagelser och riktiga slutsatser.
En minnesutställning med hans och Josabeth Sjöbergs verk visades på Gävle museum 1956. Tollin är representerad vid bland annat Schweizerische Landesbibliotek i Bern, Bibliothèque Publique i Genève, Kungliga biblioteket i Stockholm. Nationalmuseum och Uppsala universitetsbibliotek.

## Bilder

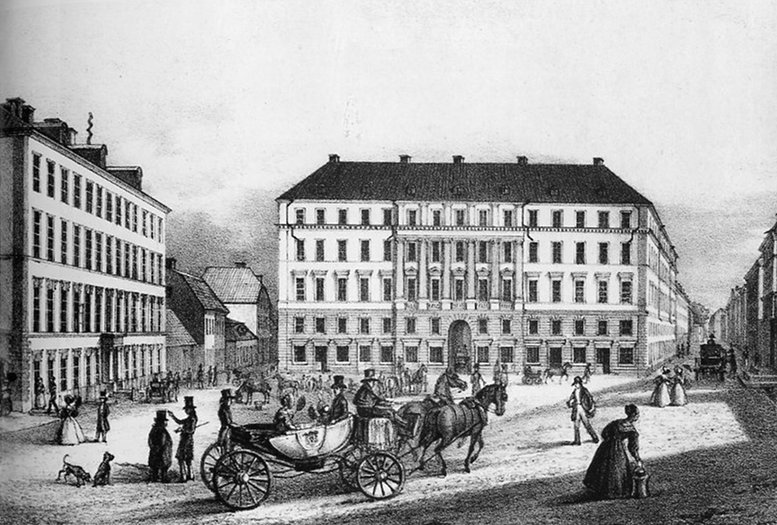
Brunkebergstorg 1841
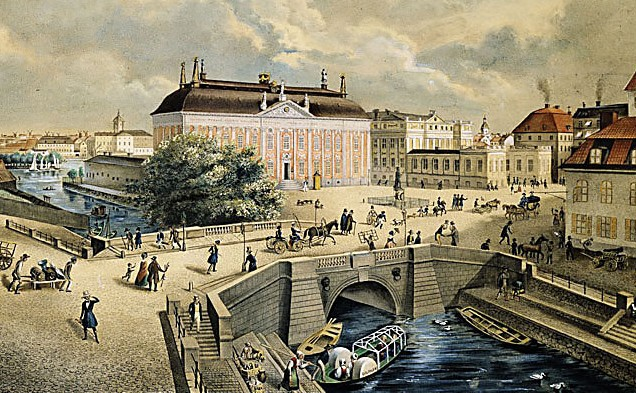
Riddarholmsbron 1841
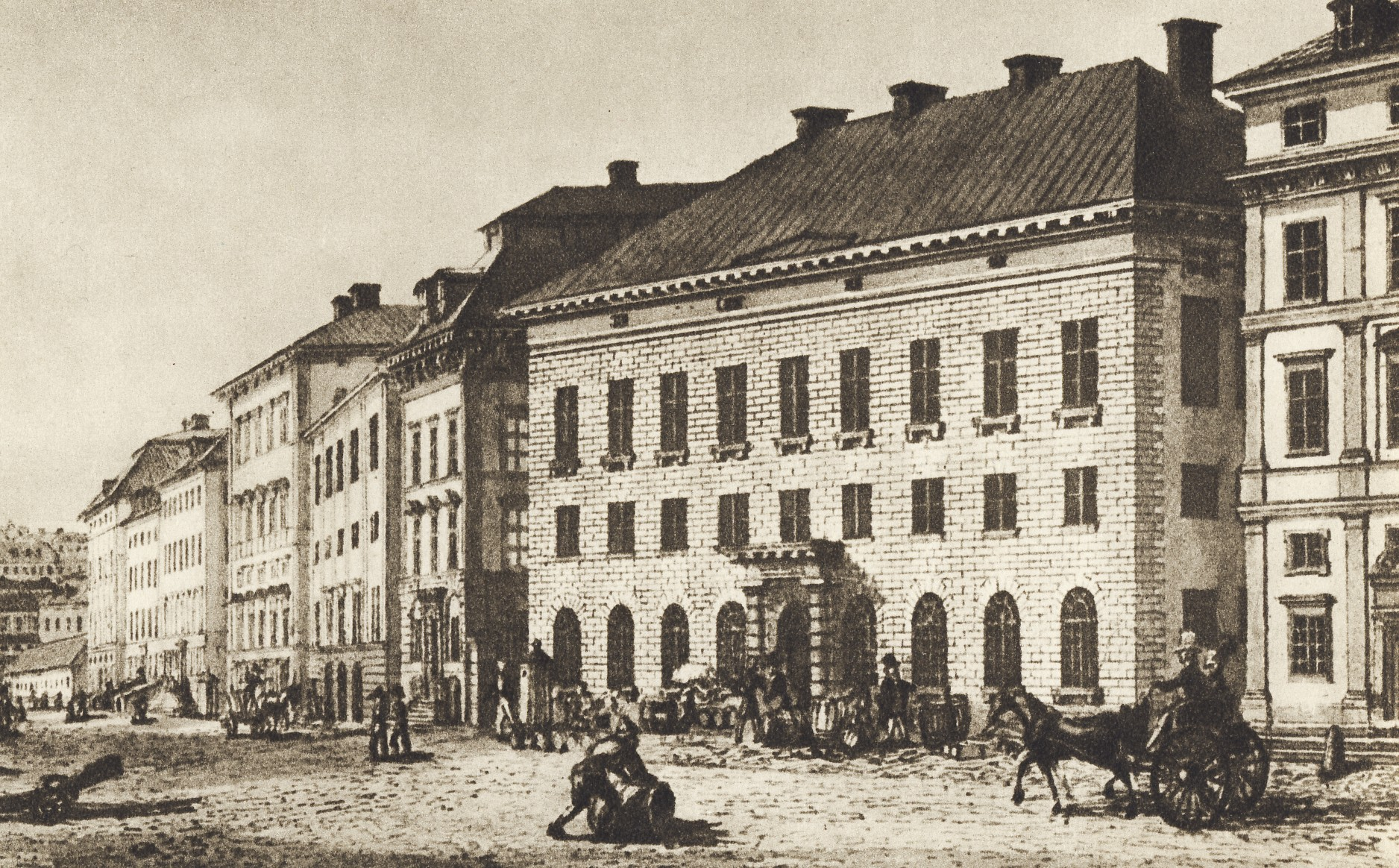
Skeppsbron 1841
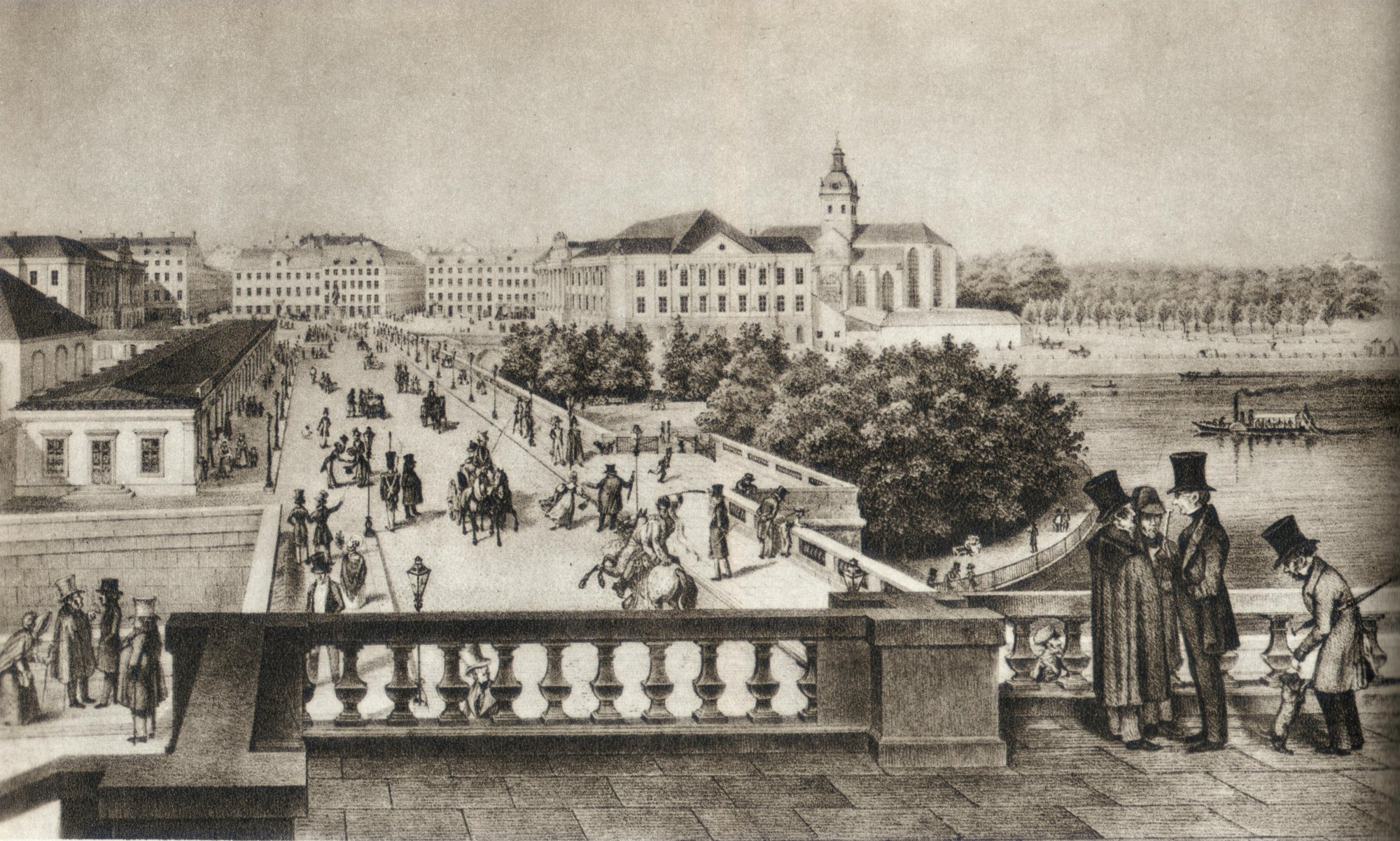
Norrbro på 1840-talet
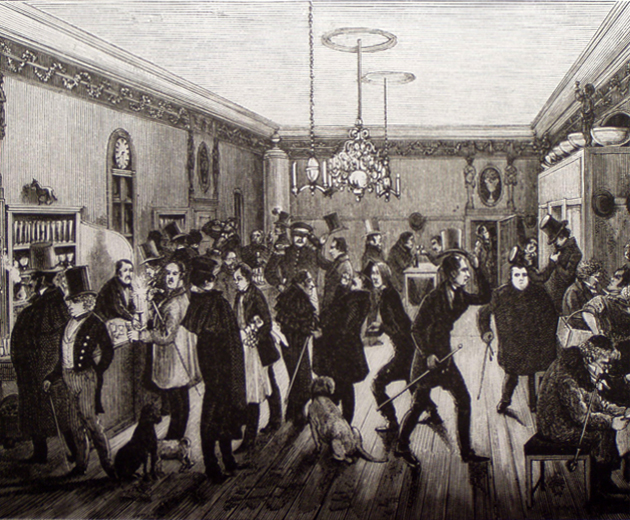
Operakällaren en afton på 1840-talet
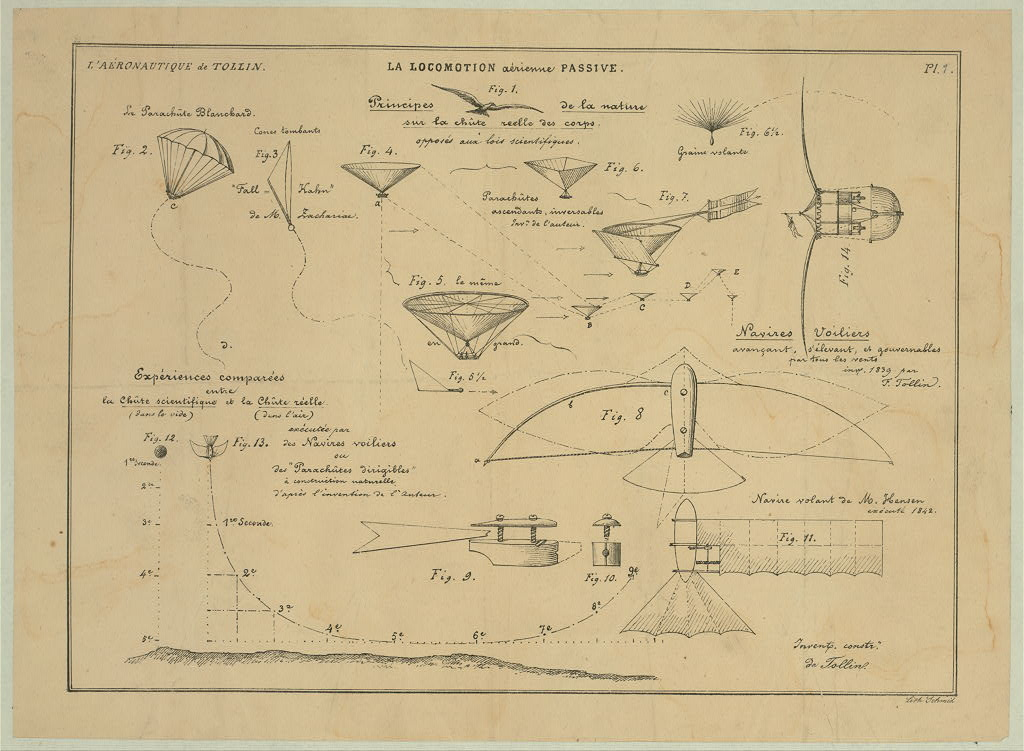
Illustration ur författarens skrift L'aéronautique d'après nature 1852